# Хабігандж
Хабігандж — газове родовище на північному сході Бангладеш.

## Характеристика
Родовище відноситься до північно-східного завершення Бенгальського нафтогазоносного басейну, відомого також як басейн Сурма (останній пов'язаний із западиною Сурма, товщина осадкових порід у якій досягає 20 км). Поклади вуглеводнів відносяться до групи формацій Сурма, котра сформувалась у міоцені — пліоцені в умовах чередування дельти із домінуючими припливами та мілководного моря. На Хабіганджі виявлено дві продуктивні зони, які залягають на глибинах від 1397 до 3014 метрів.
Газ родовища містить в основному метан (97,7 %), а також етан (1,5 %), проте у ньому практично відсутні більш важкі вуглеводні. Невуглеводневі компоненти (азот, двоокис вуглецю) становлять 0,8 %.
Родовище відкрили у 1963 році. Станом на 2019 рік на Хабіганджі пробурили 11 свердловин, 8 з яких знаходились у експлуатації. При цьому видобувні запаси (категорії 2Р — доведені та ймовірні) оцінювались у 75 млрд м3, з яких 71 млрд м3 вже був вилучений. Втім, родовище продовжувало знаходитись у розробці і в 2019-му середньодобовий видобуток тут становив 5,3 млн м3 газу та 16 барелів конденсату.
Розробка родовища почалась у 1968 році, при цьому першим споживачем блакитного палива стала ТЕС Шахджибазар, до якої проклали трубопровід довжиною лише 2,5 км та діаметром 200 мм, що призначався для транспортування 1 млн м3 на добу. В другій половині 1970-х ресурс з Хабіганджу подали до чайних плантацій долини Laskerpore (втім, ц споживачі потребували на порядок менше газу — 28 тисяч м3 на добу). А в 1981-му став до ладу трубопровід до Ашуганджу, що мав транспортувати 3,4 млн м3 на добу.